# Bruce Helford
Pour les articles homonymes, voir Helford.
Bruce Helford est un scénariste et producteur de télévision.

## Filmographie

### comme scénariste
- 2001 : House of Cards (TV)
- 2005 : Freddie (série télévisée)

### comme producteur
- 1987 : The Bronx Zoo (série télévisée)
- 1988 : Roseanne ("Roseanne") (série télévisée)
- 1999 : The Norm Show (série télévisée)
- 2000 : Nikki ("Nikki") (série télévisée)
- 2003 : Le Drew Carey Show ("The Drew Carey Show" (1995) TV Series (2000-2001))
- 2001 : Rock & Roll Back to School Special (TV)
- 2001 : House of Cards (TV)
- 2001 : Bagtime (TV)
- 2001 : Les Oblong ("The Oblongs...") (série télévisée)
- 2003 : Untitled Dan Finnerty Project (TV)
- 2003 : Wanda at Large (série télévisée)
- 2012 : Anger Management (série télévisée)